# Luiza Cruz
Luiza Cruz (ur. 16 marca 2000) – brazylijska judoczka.
Złota medalistka igrzysk Ameryki Południowej w 2018. Trzecia na MŚ kadetów w 2017 roku.